# سينكارون ثونيو
سينكارون ثونيو (แสงอรุณ บุญยู้)هي ممثلة تايلندية، ولدت 28 نوفمبر 1975 محافظة كالاسين في تايلاند

## أعمال

### ألبوم الاستوديو
- 2001
  - Khor Moon Mark Mai Yark Rak
  - Rak Phang Lang Songkran